# Promachus aberrans
Promachus aberrans är en tvåvingeart som beskrevs av Paramonov 1931. Promachus aberrans ingår i släktet Promachus och familjen rovflugor. Inga underarter finns listade i Catalogue of Life.